# Georges Lanteri Laura
Georges Lantéri-Laura (1930 - 2004) fue un psiquiatra francés. Ejerció como Jefe de servicio del Hôpital Esquirol] y como Director de estudios de la École de hautes études en sciences sociales. Estudió filosofía y medicina en Aix-en-Provence, y luego en París. Enseñó, dirigió numerosas tesis en Francia y en el extranjero. Fue una de las figuras relevantes de la revista Évolution psychiatrique y en el campo de la epistemología psiquiátrica.